# Alison Kuhn
Alison Kuhn (* 1995 in Saarbrücken) ist eine deutsch-vietnamesische Filmemacherin, Schauspielerin und Autorin.

## Leben
Kuhn studierte an der Filmuniversität Babelsberg Konrad Wolf Regie und erhielt 2020 ein Stipendium der Studienstiftung des deutschen Volkes in Kunst/Design/Film.
Für The Case You (2020) gewann sie den Max Ophüls Preis für die Beste Musik in einem Dokumentarfilm sowie den Deutschen Dokumentarfilmpreis für Kunst und Kultur. Der Film gewann 2021 den Student Award beim 36. DOK.fest München. Ihr Film Fluffy Tales war 2021 für die Goldene Lola beim Deutschen Kurzfilmpreis nominiert und konkurrierte beim Filmfestival Max Ophüls Preis 2022 im Wettbewerb Kurzfilm. Im Rahmen des Next-Generation-Programms von German Films wurde er bei den Internationalen Filmfestspielen von Cannes 2022 gezeigt.
Ihr mittellanger Spielfilm Schwarmtiere (2022, international: The Swarmers) wurde für den First Steps Award nominiert, erhielt die Special Mention beim Krakowski Festiwal Filmowy und wurde in den Vereinigten Staaten beim Palm Springs International ShortFest sowieso beim AFI Fest des American Film Institute gezeigt. 2022 führte sie Regie für die Serie Druck. 2023 inszenierte sie die Mini-Serie WatchMe.
Seit 2023 ist Kuhn Botschafterin für Face to Face with German Films.
Im November 2024 beendete Kuhn zusammen mit Regisseur Özgür Yıldırım die Dreharbeiten zu der von Dreamtool Entertainment produzierten Serie Schattenseite, die auf dem Bestsellerroman von Jonas Ems basiert.

## Filmografie (Auswahl)
- 2020: The Case You
- 2021: Fluffy Tales
- 2022: Druck (Fernsehserie)
- 2022: The Swarmers
- 2023: WatchMe (Fernsehserie)